# Хелпер (Јута)
Хелпер (енгл. Helper) град је у америчкој савезној држави Јута.

## Демографија
По попису из 2010. године број становника је 2.201, што је 176 (8,7%) становника више него 2000. године.
| Група             | 2000.         | 2010.         |
| Белци             | 1.725 (85,2%) | 1.826 (83,0%) |
| Афроамериканци    | 9 (0,4%)      | 7 (0,3%)      |
| Азијати           | 5 (0,2%)      | 6 (0,3%)      |
| Хиспаноамериканци | 229 (11,3%)   | 296 (13,4%)   |
| Укупно            | 2.025         | 2.201         |